# Cryptarthria pseudolivalis
Cryptarthria pseudolivalis är en fjärilsart som beskrevs av Ulrich Roesler 1981. Cryptarthria pseudolivalis ingår i släktet Cryptarthria och familjen mott. Inga underarter finns listade i Catalogue of Life.